# 大雷申
大雷申（德語：Großräschen，發音：[ˌɡʁoːsˈʁɛʃn̩] ⓘ）是德国勃兰登堡州上施普雷瓦尔德-劳西茨县的城市，面积81.86平方千米，2023年12月31日人口为8,298人。